# Mistrovství světa v plavání v krátkém bazénu 2010
10. Mistrovství světa v plavání v krátkém bazénu 2010 se konalo v Dubaji od 15. do 19. prosince. Soutěž se pořádala v Dubai Sport Complexu pouze v plavání a na krátkém (25m) bazénu.
Dubaj byla zvolena o pouhý bod při hlasování FINA (11 ku 10) na úkor tureckého Istanbulu.
Mistrovství světa se zúčastnilo 153 států a nejúspěšnějším státem se staly Spojené státy americké se ziskem 25 medailí. Bylo zde pokořeno celkem 57 rekordů šampionátu a 4 světových rekordů. Nejlepšími plavci soutěže byli zvoleni Ryan Lochte (USA) a Španělka Mireia Belmonte García.
Ryan Lochte zde zaplaval první světové rekordy (200 a 400 polohový závod) po zákazu polyuretanových plavek. Také se stal prvním plavcem, který na krátkém světě získal sedm medailí (6 zlatých, jedna stříbrná).

## Disciplíny

### Mužské disciplíny
| Disciplína               | Zlato | Zlato       | Stříbro | Stříbro  | Bronz | Bronz    |
| ------------------------ | --- | ----------- | --- | -------- | --- | -------- |
| 50 m volný způsob        | César Cielo Filho Brazílie                                                                                        | 20.51 CR,AM | Frédérick Bousquet Francie                                                                                           | 20.81    | Josh Schneider Spojené státy americké                                                                          | 20.88    |
| 100 m volný způsob       | César Cielo Filho Brazílie                                                                                        | 45.74 CR,SA | Fabien Gilot Francie                                                                                                 | 45.97    | Nikita Lobintsev Rusko                                                                                         | 46.35    |
| 200 m volný způsob       | Ryan Lochte Spojené státy americké                                                                                | 1:41.08 CR  | Danila Izotov Rusko                                                                                                  | 1:41.70  | Oussama Mellouli Tunisko                                                                                       | 1:42.02  |
| 400 m volný způsob       | Paul Biedermann Německo                                                                                           | 3:37.06     | Nikita Lobintsev Rusko                                                                                               | 3:37.84  | Oussama Mellouli Tunisko                                                                                       | 3:38.17  |
| 1500 m volný způsob      | Oussama Mellouli Tunisko                                                                                          | 14:24.16    | Mads Glæsner Dánsko                                                                                                  | 14:29.52 | Gergely Gyurta Maďarsko                                                                                        | 14:31.47 |
| 50 m znak                | Stanislav Donets Rusko                                                                                            | 22.93 CR    | Sun Xiaolei Čína and Aschwin Wildeboer Španělsko                                                                     | 23.13    | |          |
| 100 m znak               | Stanislav Donets Rusko                                                                                            | 49.07 CR    | Camille Lacourt Francie                                                                                              | 49.80    | Aschwin Wildeboer Španělsko                                                                                    | 50.04    |
| 200 m znak               | Ryan Lochte Spojené státy americké                                                                                | 1:46.68 CR  | Tyler Clary Spojené státy americké                                                                                   | 1:49.09  | Markus Rogan Rakousko                                                                                          | 1:49.69  |
| 50 m prsa                | Felipe França da Silva Brazílie                                                                                   | 25.95 CR    | Cameron van der Burgh Jihoafrická republika                                                                          | 26.03    | Aleksander Hetland Norsko                                                                                      | 26.29    |
| 100 m prsa               | Cameron van der Burgh Jihoafrická republika                                                                       | 56.80 CR    | Fabio Scozzoli Itálie                                                                                                | 57.13    | Felipe França da Silva Brazílie                                                                                | 57.39    |
| 200 m prsa               | Naoya Tomita Japonsko                                                                                             | 2:03.12 CR  | Dániel Gyurta Maďarsko                                                                                               | 2:03.47  | Brenton Rickard Austrálie                                                                                      | 2:04.33  |
| 50 m motýlek             | Albert Subirats Venezuela                                                                                         | 22.40 CR    | Andrii Govorov Ukrajina                                                                                              | 22.43    | Steffen Deibler Německo                                                                                        | 22.44    |
| 100 m motýlek            | Jevgenij Korotyškin Rusko                                                                                         | 50.23       | Albert Subirats Venezuela                                                                                            | 50.24    | Kaio Almeida Brazílie                                                                                          | 50.33    |
| 200 m motýlek            | Chad le Clos Jihoafrická republika                                                                                | 1:51.56     | Kaio Almeida Brazílie                                                                                                | 1:51.61  | László Cseh Maďarsko                                                                                           | 1:51.67  |
| 100 m polohový závod     | Ryan Lochte Spojené státy americké                                                                                | 50.86       | Markus Deibler Německo                                                                                               | 51.69    | Sergey Fesikov Rusko                                                                                           | 51.81    |
| 200 m polohový závod     | Ryan Lochte Spojené státy americké                                                                                | 1:50.08 WR  | Markus Rogan Rakousko                                                                                                | 1:52.90  | Tyler Clary Spojené státy americké                                                                             | 1:53.56  |
| 400 m polohový závod     | Ryan Lochte Spojené státy americké                                                                                | 3:55.50 WR  | Oussama Mellouli Tunisko                                                                                             | 3:57.40  | Tyler Clary Spojené státy americké                                                                             | 3:57.56  |
| 4×100 m volný způsob     | Francie Alain Bernard (46.78) Frédérick Bousquet (45.92) Fabien Gilot (45.75) Yannick Agnel (46.33)               | 3:04.78 CR  | Russia Yevgeny Lagunov (46.68) Sergey Fesikov (45.87) Nikita Lobintsev (45.79) Danila Izotov (46.48)                 | 3:04.82  | Brazil Nicholas Santos (47.33) César Cielo Filho (45.08) Marcelo Chierighini (47.02) Nicolas Oliveira (46.31)  | 3:05.74  |
| 4×200 m volný způsob     | Rusko Nikita Lobintsev (1:42.10) Danila Izotov (1:42.15) Evgeny Lagunov (1:42.32) Alexander Sukhorukov (1:42.47)  | 6:49.04 WR  | USA Peter Vanderkaay (1:43.83) Ryan Lochte (1:40.48) Garrett Weber-Gale (1:42.89) Ricky Berens (1:42.38)             | 6:49.58  | France Yannick Agnel (1:41.95) Fabien Gilot (1:42.55) Clément Lefert (1:45.01) Jérémy Stravius (1:43.54)       | 6:53.05  |
| 4×100 m polohová štafeta | Spojené státy americké Nick Thoman (49.88) Mike Alexandrov (56.52) Ryan Lochte (49.17) Garrett Weber-Gale (45.42) | 3:20.99 CR  | Rusko Stanislav Donets (48.95) CR Stanislav Lakhtyukhov (57.27) Jevgenij Korotyškin (49.39) Nikita Lobintsev (46.00) | 3:21.61  | Brazílie Guilherme Guido (50.69) Felipe França da Silva (57.21) Kaio Almeida (50.09) César Cielo Filho (45.13) | 3:23.12  |

## Medailové pořadí
| pořadí | stát                   | zlaté | stříbrné | bronzové | celkem |
| ------ | ---------------------- | ----- | -------- | -------- | ------ |
| 1.     | Spojené státy americké | 12    | 6        | 7        | 25     |
| 2.     | Rusko                  | 4     | 4        | 2        | 10     |
| 3.     | Španělsko              | 4     | 2        | 2        | 8      |
| 4.     | Čína                   | 3     | 5        | 6        | 14     |
| 5.     | Francie                | 3     | 3        | 2        | 8      |
| 6.     | Nizozemsko             | 3     | 2        | 1        | 6      |
| 7.     | Brazílie               | 3     | 1        | 4        | 8      |
| 8.     | Jihoafrická republika  | 2     | 1        | 0        | 3      |
| 9.     | Austrálie              | 1     | 7        | 3        | 11     |
| 10.    | Tunisko                | 1     | 1        | 2        | 4      |
| 11.    | Německo                | 1     | 1        | 1        | 3      |
| 11.    | Švédsko                | 1     | 1        | 1        | 3      |
| 13.    | Venezuela              | 1     | 1        | 0        | 2      |
| 14.    | Japonsko               | 1     | 0        | 0        | 1      |
| 15.    | Dánsko                 | 0     | 1        | 2        | 3      |
| 15.    | Maďarsko               | 0     | 1        | 2        | 3      |
| 17.    | Rakousko               | 0     | 1        | 1        | 2      |
| 17.    | Itálie                 | 0     | 1        | 1        | 2      |
| 19.    | Velká Británie         | 0     | 1        | 0        | 1      |
| 19.    | Ukrajina               | 0     | 1        | 0        | 1      |
| 21.    | Bahamy                 | 0     | 0        | 1        | 1      |
| 21.    | Norsko                 | 0     | 0        | 1        | 1      |
|        | Celkem                 | 40    | 41       | 39       | 120    |

## Výsledky
- Výsledky (anglicky) na anglické Wikipedii
- Výsledky (anglicky) na OmegaTiming.com

## Rekordy
Rekordy naleznete na 2010 FINA World Swimming Championships (25m) – Records (anglicky) na anglické Wikipedii.